# Carlo Garibaldi
Carlo Giuseppe Domenico Garibaldi (Ne, 1756 – Chiavari, 1823) è stato un letterato e medico italiano.

## Biografia

### Nascita e formazione
Figlio di Giovanni Battista e di Maria Geronima Ginocchio, iniziò il suo percorso scolastico studiando all'Umanità maggiore alle Scuole Pie di Chiavari, mentre in seguito all'età di sedici anni giunge a Genova continuando gli studi con i Gesuiti, fino al loro scioglimento avvenuto nel 1773. Studiò medicina all'università laureandosi nel 1780. Sposò Maria Francesca Spontone, che era nipote di un suo docente ai tempi in cui studiava a Genova. I due ebbero una numerosa prole: undici figli, ma solo tre di essi sopravviveranno all'infanzia.

### Genealogia ed erudizione
Dal 1783 si trasferisce a Chiavari, dove frequenta molti studiosi con cui stringe amicizia, come l'autore Stefano Agostino Della Cella, da cui trarrà spunto per completare una sua opera, sulle famiglie genovesi e liguri, portando la lista iniziale di 1.500 a 5.000. Nel 1791 è una dei fondatori della chiavarese Società Economica, modellata sulla Società Patria di Arti e Manifatture istituita pochi anni prima a Genova.

### Periodo giacobino
Dal 1787 diventa, rispettando una tradizione familiare, capitano delle milizie locali; ricopre nel contempo altre cariche secondarie nell'amministrazione locale. Nel 1797 gli muore il primogenito; nell'estate del 1799, in seguito a rivolte, viene condannato a morte e per evitarlo si allontana momentaneamente dalla città e dalla famiglia, per poi ritornarvi dopo un anno calmate le acque, quindi nel 1801 presiede la municipalità.
Si ritrova in difficoltà finanziarie per affrontare le spese ingenti dovute ad alcune controversie giudiziarie, vedendosi costretto a vendere oltre metà delle proprie terre. Infine sua moglie uscì di senno, dopo tutti questi accadimenti si ritirò a vita privata dedicandosi all'azienda e alle ricerche. Scriverà, di essere stato deluso dalla Rivoluzione e criticherà aspramente Napoleone, scriverà nei suoi testi che: 

## La produzione letteraria ed erudita
Fra i lavori del Garibaldi si distinguono il voluminoso repertorio genealogico sulle famiglie di Genova e della Liguria. Si hanno tracce dei suoi lavori attraverso i manoscritti, i cui primi risalgono al 1784: si tratta di sillogi di brani di cronisti e storici genovesi del tempo (fra cui Stella, Bonfadio, Foglietta, Roccatagliata).
Sono giunte a noi due sole pubblicazioni: una storia della propria famiglia pubblicata a puntate sul settimanale "La Sveglia" - ripreso successivamente in parte da Biagio Luigi Tiscornia (in Nel bacino imbrifero dell'Entella, 2 volumi, Chiavari 1935-1936) - e una Storia di Chiavari, pubblicata postuma e rimaneggiata nei contenuti da uno dei suoi figli, nel 1853.
Il suo interesse per le proprie origine trova influssi nell'opera di Ludovico Muratori, nel corso la sua mole di lavoro era così notevole che venne definito:
(Stefano Agostino Della Cella, Memorie di Chiavari, ms. in Biblioteca della Società Economica di Chiavari, prefazione, 1820)

## Opere
- Delle famiglie di Genova …, ms., 3 tomi, 1791-93, Biblioteca della Società Economica di Chiavari [B.S.E.C.]: ms.3.cass.I.1-3
- Memorie di Chiavari sino al 1800 …, ms., B.S.E.C.: ms.3.J.III.12
- Memorie di Chiavari dal 1805 in appresso …, ms., Biblioteca Universitaria di Genova: ms.C.VI.37
- Storia di Napoleone Bonaparte …,ms., B.U.G.: ms.C.VI.32
- Storia di Chiavari, Como, Genova 1853, rist. anastatica, Forni, Bologna 1974
- Origine della famiglia Garibaldi, «La Sveglia» (Chiavari), 1916, dal 24 febbraio al 7 settembre (22 puntate)

Le scritture domestiche di Carlo Garibaldi sono conservate presso l'Archivio parrocchiale di sant'Antonio di Pòntori (Ne, Genova)  